# آزمایشگاه علمی مریخ

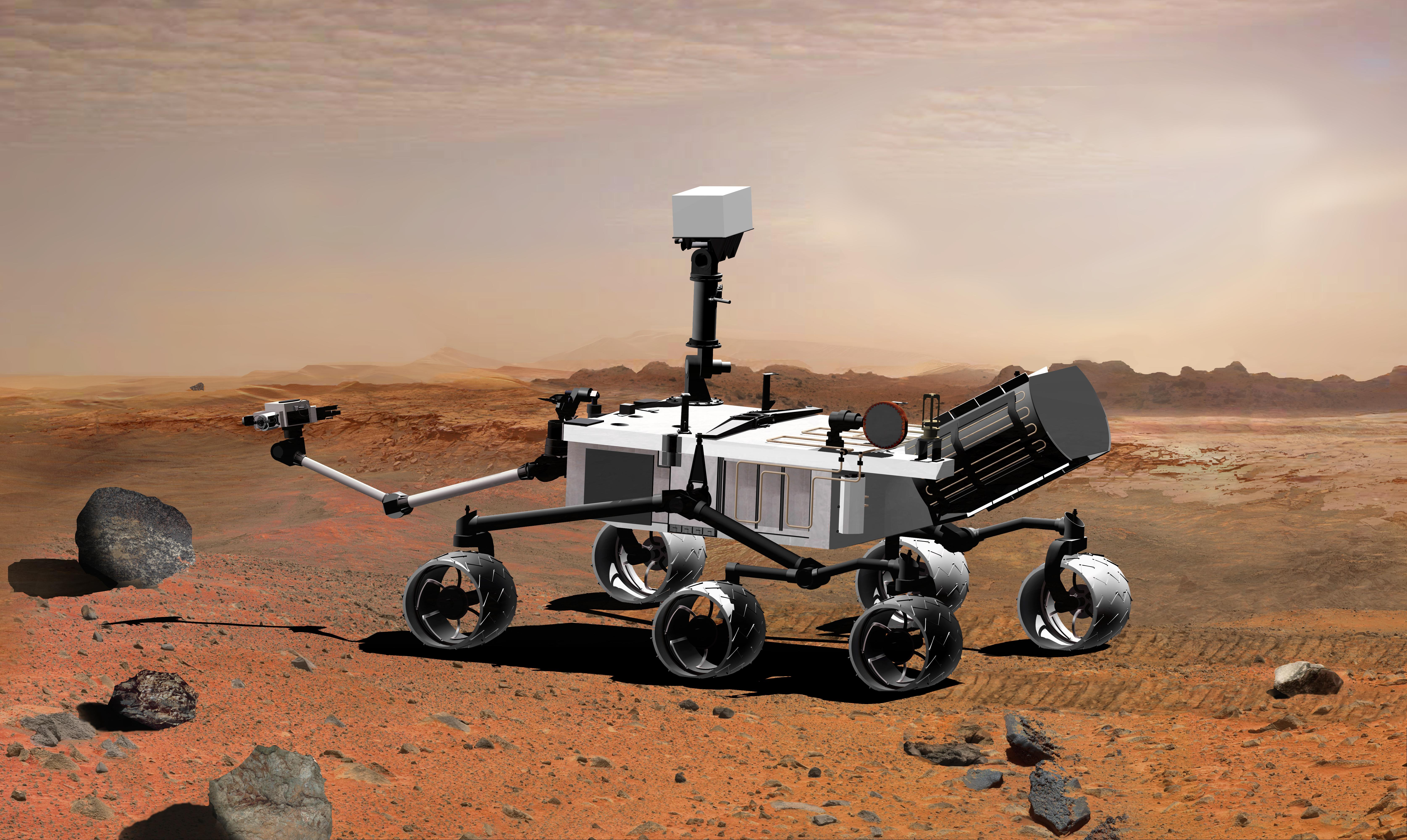
پنداشت یک هنرمند از کیوریاسیتی در سال ۲۰۰۷

آزمایشگاه علمی مریخ (به انگلیسی: MSL - Mars Science Laboratory) نام پروژه جدید ناسا برای مریخ است. در این پروژه خودرویی به نام «کیوریاسیتی» (Curiosity، که به فارسی کنجکاوی می‌شود) در اواخر ۲۰۱۱ توسط راکت اتلس ۵ پرتاب شد و در ۶ اوت ۲۰۱۲ به مریخ رسید. کیوریاسیتی قرار بود در سال ۲۰۰۹ پرتاب شود ولی به علت نداشتن آمادگی دو سال تأخیر پیدا کرد.
این خودرو کاملترین وسیله‌ای است که به مریخ فرستاده شده و به بررسی حیات میکروبی در گذشته یا شاید هم حال می‌پردازد. این کاوشگر لیزری در بالای سر خود دارد که می‌تواند به هدف نشانه‌گیری و آن را تبخیر کند. و به بررسی عناصر حاصل تبخیر بپردازد. همچنین یک آزمایشگاه بسیار مجهز را درون بدنه خود دارد. این خودرو ۵ برابر روح و فرصت وزن و ۱۰ برابر بیشتر تجهیزات علمی دارد. و قرار است حداقل یک سال مریخی دوام بیاورد و به اکتشاف برد بیشتری از خودروهای قبلی بپردازد.
پروژه آزمایشگاه علمی مریخ توسط JPL از سوی مؤسسه فناوری کالیفرنیا مدیریت می‌شود. کل هزینه آزمایشگاه علمی مریخ ۲٫۳ میلیارد دلار برآورد شده‌است. نتایج به دست آمده از این آزمایش به این پرسش‌ها پاسخ خواهند داد که آیا مریخ در گذشته جایی برای زندگی بوده یا نه و اینکه آیا امروزه می‌توان از آن برای زندگی بهره گرفت یا خیر.

## اهداف و نیازها
آزمایشگاه علمی مریخ ۴ هدف را به دنبال دارد: تعیین کردن امکان حیات در مریخ، مشخص کردن اقلیم مریخ، مشخص کردن زمین‌شناسی مریخ و آماده شدن برای اکتشافات انسانی. برای کمک به این ۴ هدف علمی و رسیدن به هدف نهاییِ تصمیم‌گیری دربارهٔ قابل سکنه بودن مریخ، آزمایشگاه علمی مریخ ۸ مقصود علمی دارد:

۱. تعیین ماهیت و موجودی ترکیب‌های کربن ارگانیک.

۲. مقدار موجودی عناصر مقدماتی شیمیایی برای حیات، که با آن‌ها آشنایی داریم: کربن، هیدروژن، نیتروژن، اکسیژن، فسفر و گوگرد

۳. شناختن خصوصیاتی که ممکن است اثرات متابولیسم یا آثار حیات را نشان دهند.

۴. بررسی ترکیب شیمیایی، ایزوتوپیک و معدنی سطح مریخ و مواد مربوط به زمین‌شناسی سطح.

۵. تفسیر فرایندی که در آن خاک و صخره‌ها شکل گرفته‌اند.

۶. به دست آوردن مقیاس زمانی (۴ میلیارد سال) از سیر تکامل جو مریخ

۷. تعیین وضعیت موجود، توزیع و چرخه آب و دی اکسید کربن

۸. مشخص کردن طیف گسترده از تابش سطح. شامل پرتو کهکشانی، پرتو کیهانی، بارش نوترونی و پروتونی خورشید

اگرهم هیچ ترکیب آلی پیدا نشد، اطلاعات به دست آمده دربارهٔ اثبات اینکه حیات نزدیک به سطح مریخ امکان‌پذیر نیست، مفید خواهند بود. همچنین به فهمیدن وضعیت محیطی که زیست را از بین می‌برد کمک می‌کند.

## تاریخچه
در آوریل ۲۰۰۸ بودجه پروژه، ۲۳۵ میلیون دلار یا ۲۴٪ بیشتر از مقدار تعیین شده گزارش شد. برای جبران این تجاوز هزینه از سایر مأموریت‌های مریخ ناسا ممکن است فراهم شود.
در اکتبر ۲۰۰۸ تجاوز هزینه نزدیک به ۳۰٪ رسید. از نوامبر ۲۰۰۸ گسترش به‌طور اساسی تمام شد. بیشتر سخت‌افزارها و نرم‌افزارهای پروژه، کامل شده و در حال آزمایش می‌باشد. در ۳ دسامبر ۲۰۰۸ ناسا پرتاب آزمایشگاه علمی مریخ را به علت عدم زمان کافی برای آمادگی تا پاییز ۲۰۱۱ به تأخیر انداخت. دلایل فنی و مالی این تأخیر به انجمن علمی‌سیاره‌ای در یک ملاقات با سردسته‌های ناسا در ژانویه ۲۰۰۹ توضیح داده شد.
از ۲۳ تا ۲۹ مارس ۲۰۰۹ به تمام عموم فرصتی داده شد تا از نه نام منتخب در وبگاه ناسا یکی را برای خودرو آزمایشگاه علمی مریخ برگزینند. و در ۲۷ مه ۲۰۰۹ نام کیوریاسیتی که توسط کلارا ما یک دانش‌آموز کلاس ۶ از کانزاس پیشنهاد شده بود، انتخاب شد.
در اواخر ژوئیه ۲۰۱۰ مهندسان نصب آویزش و چرخ‌های خودرو را کامل کردند. شش چرخ اهرم‌دار معلق برای عبور از صخره‌ها، که طرح آن شبیه به خودروهای قبلی در مریخ است در آن ارابه قرار دارد. مهندسان تمام سامانه ارابه معلق را مورد آزمایش قرار می‌دهند، این قسمت به عنوان ارابه فرود هم استفاده می‌شود.

## مشخصات

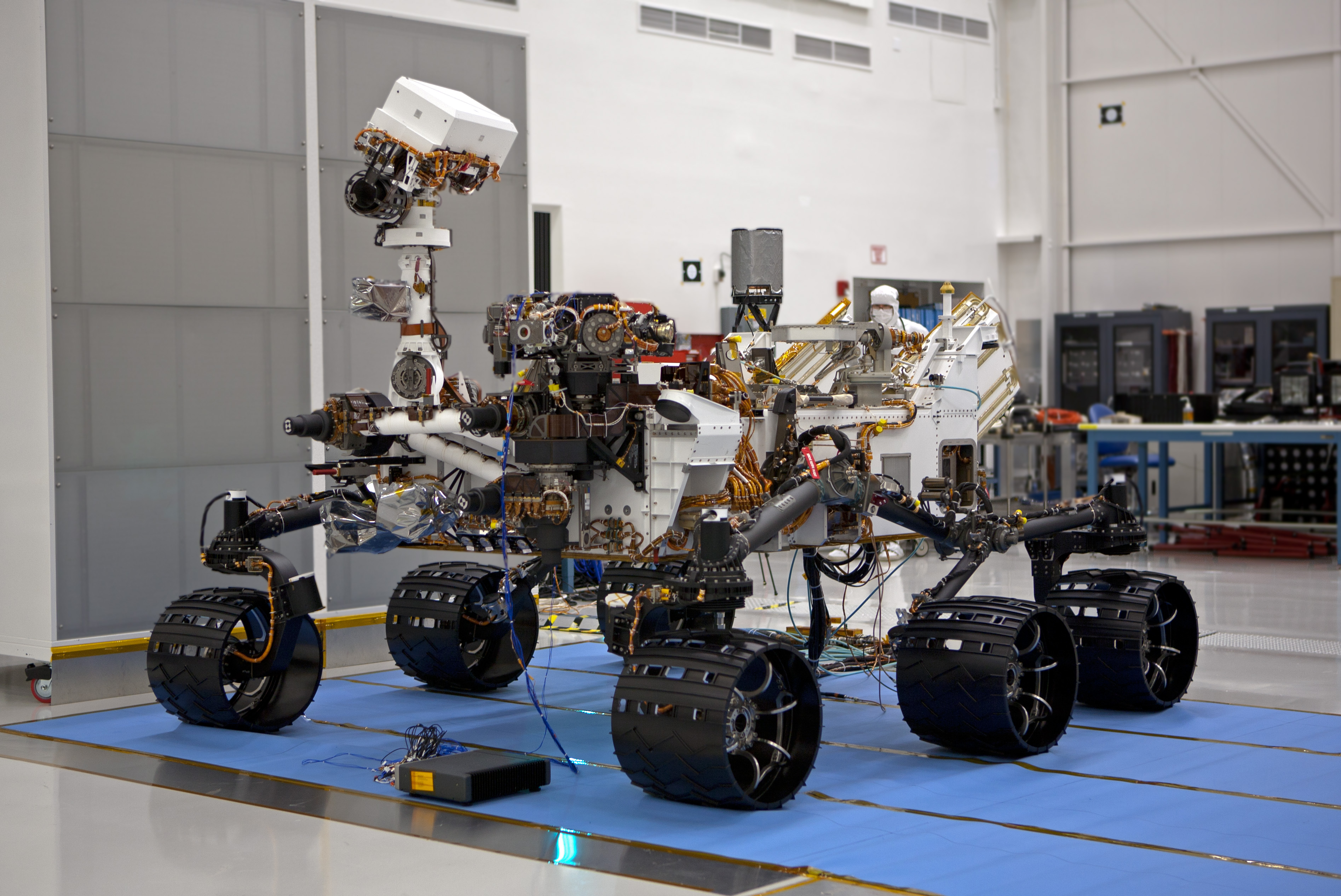
کاوشگر کیوریاسیتی(کنجکاوی)

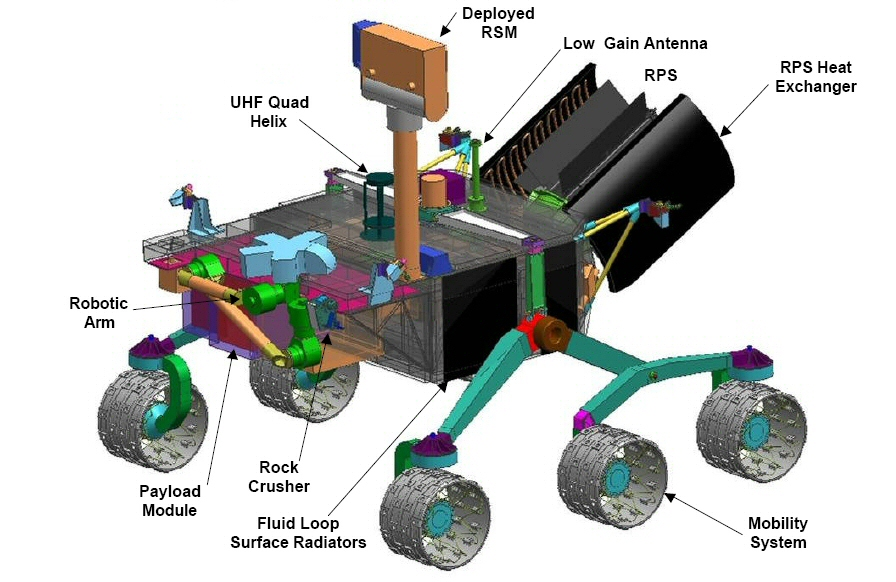
نمودار کلی از تجهیزات خودرو

### طول/وزن
خودرو کیوریاسیتی طول ۲.۷ متر، وزن ۹۰۰ کیلوگرم شامل ۸۰ کیلوگرم دستگاه‌های علمی را همراه دارد که تقریباً اندازه یک پراید می‌باشد. در مقایسه با خودروهای جستجوگر مریخ که ۱٫۵۷ متر طول، ۱۷۴ کیلوگرم وزن و ۶٫۸ کیلوگرم دستگاه‌های علمی دارند.

### سرعت
روی سطح مریخ، کیوریاسیتی قادر به عبور از موانعی تا ارتفاع ۷۵ سانتی‌متر است. و در حالت جهت‌یابی اتوماتیک می‌تواند با بیشینه سرعت ۹۰ متر در ساعت حرکت کند، اگرچه سرعت میانگینش ۳۰ متر در ساعت است.
تغییرات سرعت بستگی به عوامل میزان سطح انرژی، دشواری سطح زمین، میزان لغزش و میدان دید دارد. انتظار می‌رود تا MSL در طول ۲ سال مأموریت خود ۱۹ کیلومتر را بپیماید.

### منبع تأمین انرژی
انرژی موردنیاز کیوریاسیتی، از سامانه مولد گرما-الکتریکی ایزوتوپی (RTGs) تأمین خواهد شد. که قبلاً در پروژه موفق وایکینگ سال ۱۹۷۶ استفاده شده‌است. سامانه مولد انرژی رادیو ایزوتوپ از فساد طبیعی پلوتونیوم-۲۳۸ که حاصل آن جریان برق است و می‌تواند در شب و روز برق تولید کند، استفاده می‌کند. همچنین حرارت هدر رفته از طریق لوله‌هایی برای گرم کردن خودرو استفاده می‌شود.

تامین انرژی کیوریاسیتی از مرسوم‌ترین نوع (RTG) ساخت بوئینگ است. و به آن مولد گرما-الکتریکی ایزوتوپی چند مأموریتی (Multi-Mission Radioisotope Thermoelectric Generator - MMRTG) گفته می‌شود. MMRTG برای تأمین انرژی ۱۲۵ وات در ابتدای مأموریت و ۱۰۰ وات بعد از ۱۴ سال طراحی شده‌است.

کیوریاستی ۲.۵ کیلووات ساعت در روز انرژی تولید خواهد کرد. در مقایسه با خودروهای جستجوگر مریخ که ۰٫۶ کیلووات ساعت در روز انرژی تولید می‌کنند. اگرچه مأموریت اصلی برای ۲ سال زمینی طرح ریزی شده ولی MMRTG حداقل ۱۴ سال عمر خواهد کرد.

### سامانه پس‌زنی گرمایی
گرمای ذخیره‌شده در ناحیه‌ای که کیوریاسیتی ممکن است بنشیند، میان ۳۰+ تا °۱۲۷- سانتیگراد متغیر خواهد بود که تجهیزات خودرو را از کار می‌اندازد و باعث از بین رفتن آن می‌شود. بنابراین سامانه پس‌زنی گرمایی، از گردش مایع سیال در ۶۰ متر لوله در داخل بدنه کیوریاسیتی انجام می‌شود، به‌طوری‌که تجهیزات درجه حرارت بهینه را داشته باشند. روش دیگر گرم کردن تجهیزات داخلی استفاده از گرمای ناشی از خود تجهیزات و همینطور گرمای اضافی از MMRTG است. سامانه پس‌زنی گرمایی همچنین قابلیت خنک کردن در مواقع نیاز را هم دارد.

### کامپیوتر
دو کامپیوتر مثل هم در خودرو نصب شده و واحد الکترونیک خودرو نام دارد، شامل مموری سخت‌گردانی تابشی برای بیشترین تحمل تابش‌های محیط و از فضا است تا از خاموش شدن حفاظت شود.
هر کدام شامل ۲۵۶ کیلوبایت حافظه EEPROM، و ۲۵۶MB حافظه دسترسی تصادفی پویا و ۲ گیگابایت حافظه فلش هستند. در مقایسه با خودروهای جستجوگر مریخ که ۳ مگابایت حافظه EEPROM، و ۱۲۸ مگابایت حافظه دسترسی تصادفی پویا و ۲۵۶ مگابایت حافظه فلش دارند.
کامپیوترها از پردازنده RAD۷۵۰ استفاده می‌کنند که جانشین IBM RAD۶۰۰۰ می‌باشد، که در خودروهای جستجوگر مریخ استفاده شده بود. سی پی یو RAD۷۵۰ قابلیت انجام ۴۰۰ دستورالعمل در ثانیه و RAD۶۰۰۰ قابلیت ۳۵ دستورالعمل در ثانیه را دارد.
کیوریاسیتی، سامانه اندازه‌گیری ثابت را دارد که اطلاعات را در ۳ محور فراهم می‌نماید و در سامانه جهت‌یابی مورد استفاده قرار می‌گیرد. رایانه خودرو به‌طور دائمی عملکرد خودرو را نشان می‌دهد تا آن را قابل استفاده نگهدارد، مثلاً دمای خودرو را کنترل می‌کند یا اگر بخشی از خودرو دچار اشکال شود، مشکل را گزارش می‌کند. در صورتی که رایانه اصلی دچار اشکال شود، رایانه پشتیبان مسئولیت را به عهده می‌گیرد.

## تجهیزات همراه با خود

### دوربین شیمیایی
این دوربین ابتدا با لیزر هدف را تبخیر می‌کند و سپس با استفاده از طیف سنج میزان عناصر موجود را شناسایی می‌کند.

### ردیاب سنجش اشعه
این دستگاه طیف گسترده‌ای از تشعشعات سطح مریخ را برای تصمیم‌گیری برای طراحی سپر محافظ مورد نیاز برای سفرهای انسان تشخیص خواهد داد.

### بازتاب حرکتی از نوترون‌ها
ابزاری است برای سنجش هیدروژن یا یخ و آب، در زیر سطح مریخ. که توسط سازمان فضایی فدرال روسیه تهیه شده‌است.

## وسیله پرتاب
MSL توسط راکت اتلس ۵ ۵۴۱ پرتاب شد. این موشک، ۲مرحله‌ای است و قابلیت ارسال ۸۶۷۲ کیلوگرم به مدار GTO (مدار ثابت با چرخش زمین با فاصله ۳۶۰۰۰km که ماهواره‌های تلویزیونی در آن قرار دارند) را دارد. این موشک اولین بار برای پرتاب ماهواره هاتبرد6 استفاده شده و همچنین فضاپیماهایی از جمله مدارگرد اکتشافی ماه، مدارگرد شناسایی مریخ و نیوهورایزنز را نیز پرتاب کرده‌است. در پروژه‌های قبلی از راکت دلتا ۲ استفاده می‌شده. ولی دلتا ۲ برای وزن سنگین کیوریاسیتی مناسب نیست.
راکت اتلس ۵ در سه سری 400 ،500 و نوع دیگر آن (وسیله پرتاب سنگین ـ HLV) نام دارد. سری ۴۰۰ پوشش سر موشک ۴ متر و سری ۵۰۰ که مخصوص کیوریاسیتی است، ۵٫۴ متر قطر دارند و برای ارسال محموله‌های حجیم‌تر استفاده می‌شود. در سه رقمی که عدد ۵۴۱ را برای اتلس ۵ ۵۴۱ نشان می‌دهند، عدد نخست (۵) نشان‌دهنده سری ۵۰۰، عدد دوم (۴) یعنی 4 تا بوستر کمکی با سوخت جامد در اطراف قسمت پایینی این موشک متصل است و عدد سوم (۱) به معنی این است که برای طبقه دوم موشک که سِنتُور نام دارد، یک موتور در نظر گرفته شده. سِنتُور اتلس 5 یک یا دو موتور دارد که در اینجا از نوع یک موتوره آن می‌باشد.

## تجهیزات فرود
کیوریاسیتی بر خلاف کاوشگرهای قبلی به خاطر وزن زیادش نمی‌تواند از کیسه‌های هوا استفاده کند. بنابراین پس از جدا شدن سپر حرارتی و بازشدن چتر نجات، خودرو به همراه یک جرثقیل هوایی از سپر پشتی و چتر نجات جدا می‌شود. این جرثقیل که به وسیله موشک‌های ترمزی که در ۴ طرف آن است، می‌تواند خود را نگه دارد و به همراه خودرو نزول می‌کند. و در هنگام نزول خودرو از جرثقیل جدا می‌شود و در حالی که هنوز متصل به ریسمان است، به پایین انداخته می‌شود (drop) در این حالت توسط ریسمان به جرثقیل آویزان می‌ماند. تمام این مراحل قبلاً در آزمایشگاه JPL روی خودروای دیگر آزمایش می‌شود و تنها تفاوت خودرو آزمایشی با واقعی این است که خودرو واقعی به مریخ سفر می‌کند، ولی خودرو آزمایشی فقط برای امتحان این اتفاقات است. پس از آنکه چرخ‌های کیوریاسیتی کف مریخ را لمس کرد، ریسمان جدا و جرثقیل از بالای سرش دور می‌شود تا روی خودرو نیفتد

نمودار فرود کیوریاسیتی در مرحله بیرون از جو مریخ و ورود

نمودار فرود کیوریاسیتی از نزول چترنجات، نیروی نزول و جرثقیل

مریخ‌نورد کیوریاسیتی به محض فرود آمدن بر سطح سیاره مریخ شروع به حرکت خواهد کرد. حرکت سریع این مریخ‌نورد بلافاصله پس از لمس سطح مریخ می‌تواند آلودگی‌های زیستی احتمالی مانند انواع باکتری، ویروس یا میکروب که به چرخ‌های آن چسبیده‌اند را به سطح مریخ منتقل و با گذر چرخ‌های عقبی از روی آنها، به اعماق خاک مریخ براند. این موضوع موجب نگرانی‌های زیادی نزد آستروبیولوژیست‌ها شده‌است.

## مکان‌های تصمیم گرفته شده برای فرود
نکته مهمی که برای انتخاب بهینه محل فرود است، شناختن مشخصات زمین‌شناسی محیط، یا یک سری از محیطهایی که قابلیت حمایت از زندگی میکروبی را دارد. برای کمتر شدن احتمال ناامیدی و بالا بردن شانس نشستن در بهترین مکان، جایی انتخاب می‌شود که بیشترین تعداد خواص علمی که باید مورد آزمایش قرار گیرند را داشته باشد. بنابراین یک مکان فرود با شواهد ریخت‌شناسی و معدنی برای وجود آب در گذشته بهتر است از مکانی که فقط یکی از این ضوابط را دارد.
| نام                     | مکان              | ارتفاع  |
| ----------------------- | ----------------- | ------- |
| Eberswalde Crater Delta | ۲۳٫۸۶°S, ۳۲۶٫۷۳°E | −۱۴۵۰ m |
| Holden Crater Fan       | ۲۶٫۳۷°S, ۳۲۵٫۱۰°E | −۱۹۴۰ m |
| گیل (گودال)             | ۴٫۴۹°S, ۱۳۷٫۴۲°E  | −۴۴۵۱ m |
| Mawrth Vallis Site ۲    | ۲۴٫۰۱°N, ۳۴۱٫۰۳°E | −۲۲۴۶ m |